# Fairy Tale (Mai Kuraki)
Fairy Tale è il terzo album in studio della cantante giapponese Mai Kuraki, pubblicato nel 2002.

## Tracce
1. Fairy Tale ~My Last Teenage Wish~ – 4:18
2. Feel Fine! – 4:48
3. Ride on Time – 5:01
4. Key to My Heart – 3:33
5. Winter Bells – 4:37
6. Loving You... – 5:18
7. Can't Forget Your Love – 5:29
8. Trip in the Dream – 4:18
9. Kirby! – 4:07
10. Not That Kind a Girl – 4:27
11. Like a Star in the Night – 5:39
12. Fushigi no Kuni (不思議の国) – 5:26
13. Fantasy – 3:49